# Sindrome di prisonizzazione
La sindrome di prisonizzazione o prigionizzazione consiste in un insieme di sintomi e segni clinici, derivati dalla detenzione in carcere, che costituiscono un processo di spersonalizzazione, di demolizione della propria immagine, di annichilimento dell'autostima. Tale sindrome fu individuata nel 1940 dallo scienziato sociale Donald Clemmer.
La spersonalizzazione interviene quando si assimilano valori che governano ogni aspetto della vita dell'istituzione, abbandonando in tal modo la propria identità, in quanto è operato un vero e proprio inghiottimento del singolo in una realtà talmente forte e totalizzante, che non lascia scampo.